# Tony Saunders
Pour les articles homonymes, voir Saunders.
Anthony Scott Saunders (né le 29 avril 1974 à Baltimore, Maryland, États-Unis) est un lanceur gaucher qui joue en Ligues majeures de baseball de 1997 à 1999.
Il est un champion de la Série mondiale 1997 avec les Marlins de la Floride et fait partie en 1998 de la formation inaugurale des Devil Rays de Tampa Bay. Sa carrière prend fin à 25 ans après une blessure. 

## Carrière

### Marlins de la Floride
Tony Saunders signe son premier contrat professionnel avec les Marlins de la Floride en 1992. Il joue son premier match dans les majeures le 5 avril 1997 pour les Marlins. À sa saison recrue, Saunders est le lanceur partant de son équipe dans 21 des 22 parties auxquelles il participe. Il mérite la victoire à quatre reprises, contre six défaites, et enregistre 102 retraits sur des prises aux dépens des frappeurs adverses en 111 manches et un tiers lancées. Il effectue deux départs en séries éliminatoires. Après une sortie efficace en Série de championnat de la Ligue nationale où il n'accorde que deux points aux Braves d'Atlanta sans être impliqué dans la décision, il amorce le quatrième match de la Série mondiale 1997 face aux Indians de Cleveland : ces derniers chassent Saunders après seulement deux manches lancées, où il a déjà accordé six points. Il est le lanceur perdant dans le revers de 10-3 des Marlins. Ces derniers enlèvent toutefois les honneurs de la série finale en sept parties, et Saunders fait partie des champions de la Série mondiale.

### Devil Rays de Tampa Bay
Laissé sans protection par les Marlins après cette première année, Saunders est réclamé par les Devil Rays de Tampa Bay lors de la draft d'expansion de l'automne 1997. Cette procédure spéciale vise à former l'effectif des deux nouvelles franchises qui se joignent aux Ligues majeures au printemps 1998 : les Rays et les Diamondbacks de l'Arizona. Tampa Bay obtient le tout premier choix et sélectionne Saunders.
Saunders joue deux ans, en 1998 et 1999, pour la nouvelle équipe qui termine chaque fois en dernière place. En 1998, il remporte six victoires contre 15 défaites et présente une moyenne de points mérités de 4,12 en 31 départs. Il mène tous les lanceurs du baseball majeur avec 111 buts-sur-balles accordés à l'adversaire, mais se classe neuvième de la Ligue américaine pour les retraits sur des prises, avec 172 en 192 manches et un tiers lancées.
Il amorce neuf parties des Devil Rays en 1999, remportant trois victoires et autant de défaites.
Le 26 mai 1999, Sanders quitte sur un brancart un match des Rays contre les Rangers du Texas après s'être cassé le bras gauche en lançant à Juan González. Le son causé par l'os se brisant est clairement entendu par les spectateurs au Tropicana Field, le stade des Devil Rays.
La carrière de Saunders prend fin avec cette blessure et, malgré une tentative de retour au jeu après avoir signé un contrat avec les Orioles de Baltimore en 2005, il ne parvient pas à revenir dans les majeures. Dans son livre controversé Juiced, paru en 2005, Jose Canseco, qui est coéquipier de Saunders chez les Devil Rays en 1999, écrit que la blessure subie par le lanceur lors du match contre Texas était la conséquence de sa consommation de stéroïdes. Saunders réplique en niant les insinuations de Canseco.

### Palmarès
Tony Saunders joue 62 parties dans les majeures, dont 61 comme lanceur partant et une seule comme lanceur de relève. Le gaucher compte 13 victoires contre 24 défaites, avec deux matchs complets, tous réussis lors de la saison 1998. En 345 manches et deux tiers lancées sur trois saisons, sa moyenne de points mérités s'élève à 4,56 et il réussit 304 retraits sur des prises.